# Plötzlich Papa – Einspruch abgelehnt!
Plötzlich Papa – Einspruch abgelehnt! (en français, Soudain Papa - Objection rejeté !) est une série télévisée allemande diffusée pour la première fois en 2008. Diffusée le jeudi à 20 h 15 sur Sat.1, en raison de mauvaises audiences, la diffusion initiale s'arrête à huit épisodes sur les treize réalisées. Les épisodes restants sont diffusées fin 2012 sur Sat.1 emotions (de).

## Synopsis
Alexander Degen est un avocat prospère et extrêmement populaire auprès des femmes. Lorsqu'il se présente au travail, il rencontre l'assistante sociale Mme Trimborn, qui lui révèle de façon surprenante qu'il est le père de Fanny, huit mois, et qu'il devra désormais s'occuper de l'enfant. Au début, Alex pense qu'il peut sortir de la situation facilement, après tout, il a eu de nombreuses poursuites de paternité au cours des dernières années, mais cette fois, ce ne sera pas si facile. Il s'avère que Fanny est le résultat de sa relation avec Elizabeth Baker. Il aimait vraiment cette femme alors, mais son cœur s'est brisé. Pour cette raison, il décide d'adopter la paternité. Du jour au lendemain il s'envole de son bureau et se retrouve dans la rue, par désespoir il embauche au petit bureau de Böll.

## Fiche technique
- Titre original : Plötzlich Papa – Einspruch abgelehnt!
- Réalisation : Joseph Orr (3 épisodes), Sigi Rothemund (3 épisodes), Sebastian Vigg (3 épisodes, Sophie Allet-Coche (1 épisode) assistés de Stefan Mohn (7 épisodes), Robert Ziegler (3 épisodes), Susanne Vetter (3 épisodes)
- Scénario : Nick Baker-Monteys, Stefan Dähnert (de)
- Musique : Ali N. Askin (de), Maurus Ronner (de)
- Photographie : Erich Krenek (6 épisodes), Felix Poplawsky (3 épisodes)
- Son : Hans Schumann
- Production : Siegfried Kamml, Alicia Remirez (de)
- Société de production : Producers at Work (de)
- Société de distribution : Sat.1
- Pays d'origine :  Allemagne
- Langue : allemand
- Format : Couleur - Dolby Digital
- Genre : Romantique
- Durée : 90 minutes
- Dates de première diffusion :
  -  Allemagne : 23 octobre 2008 sur Sat.1.

## Distribution
- René Steinke : Alexander Degen (13 épisodes)
- Anuk Ens (de) : Barbara Böll (13 épisodes)
- Daniela Preuß : Sophie Böll (13 épisodes)
- Katy Karrenbauer : Elli Raschke (12 épisodes)
- Matthias Klimsa (de) : Thomsen (11 épisodes)
- Kai Ivo Baulitz (de) : Hennig (6 épisodes)
- Soraya Haack : Conradi (6 épisodes)
- Rolf Kanies : Michael 'Mickey' Conradi (6 épisodes)
- Dirk Martens : Le juge Reinershofer (4 épisodes)

## Liste des épisodes

### Première partie
1. Alle gegen Alex (23 octobre 2008)
2. Sex, Tauben und Videotapes 3(30 octobre 2008)
3. Kampf um Fanny (6 novembre 2008)
4. Kohle, Schotter und Kies (13 novembre 2008)
5. Die Mamas und die Papas (20 novembre 2008)
6. Der falsche Richter (27 novembre 2008)
7. Beim Barte des Propheten (4 décembre 2008)
8. Sex und Tsatsiki (11 décembre 2008)

### Seconde partie
1. Eine Frau zum Anbeissen (15 novembre 2012)
2. Der Elefantenmann (22 novembre 2012)
3. Rente tief, Hände hoch (29 novembre 2012)
4. Bruder Hippie (6 décembre 2012)
5. Luft nach oben (13 décembre 2012)

## Source de la traduction
- (de) Cet article est partiellement ou en totalité issu de l’article de Wikipédia en allemand intitulé « Plötzlich Papa – Einspruch abgelehnt! » (voir la liste des auteurs).